# Roman Hänggi
Roman Hänggi (* 19. April 1967) ist ein ehemaliger Industriemanager. Er lehrt und forscht als Professor für Produktionsmanagement an der OST – Ostschweizer Fachhochschule in Rapperswil SG.

## Leben
Hänggi studierte von 1987 bis 1993 Wirtschaftsingenieurwesen und Maschinenbau an der ETH Zürich und schloss das Studium mit einem Master ab. Anschließend promovierte er an der Universität St. Gallen mit einer Arbeit zum Thema Risikomanagement und Simultaneous Engineering und erhielt 1996 seinen Doktortitel.
Hänggi war ab 1992 in der Industrie tätig, unter anderem bei Leica Geosystems, SIG/Bosch Neuhausen, Hilti, und war bis Ende 2015 als Abteilungsleiter bei Arbonia (u. a. Geschäftsführer EgoKiefer) tätig. Hänggi nahm 2016 einen Ruf als Professor für Produktionsmanagement an die Hochschule für Technik Rapperswil (HSR) an, wo er zudem das DigitalLab leitete. In seiner Zeit an der HSR war Hänggi unter anderem führend an der vom Schweizer Staatssekretariat für Bildung, Forschung und Innovation in Auftrag gegebenen Studie Digitalisierung als Treiber für innovative Geschäftsmodelle beteiligt, die im Rahmen des Berichts Forschung und Innovation in der Schweiz 2020 entstand und 2020 veröffentlicht wurde.
Die HSR ging 2020 in der neugegründeten OST – Ostschweizer Fachhochschule auf, an der Hänggi seit 2020 als Professor für Produktionsmanagement lehrt. Er ist Leiter der sogenannten SmartFactory@OST, die sich unter anderem mit Digitalisierungsprozessen befasst. Unter anderem entwickelte er einen Smart Factory Navigator mit, der Unternehmen bei der Digitalisierung hilft. Hänggis Forschungs- und Lehrschwerpunkte sind unter anderem Lean Production und Lean Management, Kreislaufwirtschaft, Digitalisierung und Industrie 4.0 sowie Resilienzmanagement. Sein Buch LEAN Production – einfach und umfassend erklärt, das in Zusammenarbeit mit André Fimpel und Roland Siegenthaler entstand und 2021 veröffentlicht wurde, erschien 2022 auch auf Englisch (LEAN Production – Easy and Comprehensive).
Hänggi ist Vater von drei erwachsenen Kindern.

## Publikationen

### Als Autor und Co-Autor
- Risikomanagement und Simultaneous Engineering. Dissertation. Universität St. Gallen. Druckerei Zehnder, Wil 1996 OCLC 610654420
- Roman Hänggi, André Fimpel, Roland Siegenthaler: LEAN Production – einfach und umfassend. Springer Vieweg, Berlin/Heidelberg 2021, ISBN 978-3-662-62702-0, doi:10.1007/978-3-662-62702-0 (springer.com [abgerufen am 16. März 2025]).
- Lukas Budde, Roman Hänggi, Thomas Friedli, Adrian Rüedy: Smart Factory Navigator. Springer Cham, Cham 2023, ISBN 978-3-03117254-0, doi:10.1007/978-3-031-17254-0 (springer.com [abgerufen am 16. März 2025]).
- Roman Hänggi, Patrick Balve, Lukas Budde: LEAN Production Training für Praxis und Studium – 35 Übungen mit Lösungen. Springer Vieweg, Berlin/Heidelberg 2024, ISBN 978-3-662-68247-0, doi:10.1007/978-3-662-68247-0 (springer.com [abgerufen am 16. März 2025]).

### Als Herausgeber
- Roman Hänggi, Katharina Luban (Hrsg.): Erfolgreiche Unternehmensführung durch Resilienzmanagement. branchenübergreifende Praxisstudie am Beispiel der Corona-Krise. Springer Vieweg, Berlin/Heidelberg 2022, ISBN 978-3-662-64023-4, doi:10.1007/978-3-662-64023-4 (springer.com [abgerufen am 16. März 2025]).
- André Podleisek, Katharina Luban, Roman Hänggi (Hrsg.): Circular Economy: The Next Level of Company Success. Springer Cham, Cham 2025, ISBN 978-3-03166406-9, doi:10.1007/978-3-031-66406-9 (springer.com [abgerufen am 16. März 2025]).